# Bazylika św. Piotra w Limie
Bazylika św. Piotra w Limie – katolicki kościół w Limie, w archidiecezji Limy, wzniesiony w I poł. XVII w. Należy do zakonu jezuitów.
Współcześnie istniejąca świątynia powstała na miejscu dwóch starszych: zbudowanej bezpośrednio po przybyciu jezuitów do Limy w 1568 roku oraz wzniesionej w 1569 roku. Wznoszenie obecnie użytkowanego kościoła trwało od 1618 roku do 1638 roku; 31 lipca tego roku miała miejsce konsekracja kościoła. Budynek był niszczony w czasie trzęsień ziemi w 1687 roku i 1746 roku, następnie odbudowywany. Stąd architektura i wnętrze świątyni stanowią połączenie różnych stylów architektonicznych: renesansu, baroku i neoklasycyzmu. Główny ołtarz, poświęcony św. św. Piotrowi i Pawłowi (pierwotnie patronem obiektu był jedynie św. Paweł), wykonany został w 1809 roku w stylu neoklasycystycznym i zastępuje pierwszy, barokowy ołtarz, zniszczony w czasie trzęsień ziemi.